# Trætjære
Trætjære (også kaldet finsk tjære) fremstilles af ved, fortrinsvis fra fyrretræ, men også birk, bøg og ask kan bruges. I Sydeuropa anvender man ved fra oliven- eller johannesbrød-træer. Fyrrestubtjære ("fyrreskryner") regnes dog for at være bedst, og helst "dalbrændt", dvs. brændt i mile. 

## Fremstilling
Trætjære fremstilles ved en art "destillation" af veddet, ligesom ved fremstilling af trækul, og trætjære er netop ofte et biprodukt fra trækulsfremstillingen. Trætjære kan altså fremstilles i mile, men den kan også laves i ovne af støbejern; begge steder opvarmes træet til "forkulning", og under opvarmningen uddrives tjæren sammen med mange andre stoffer. Da trætjære fremstilles ud fra forskellige råstoffer og ved flere forskellige processer, er den et meget forskelligartet naturprodukt, hvor sammensætning og farve kan variere, selv fra samme leverandør.

## Tjærens kemi
Trætjære er kemisk set meget kompleks, i en almindelig fyrretrætjære kan man identificere mellem 8.000 og 15.000 komponenter. Det ser ud til at fyrretjærens evne til at give træet en nærmest ubegrænset levetid skyldes, at den klæber sig til træet og afviser fugt samtidig med, at den er diffusionsåben, altså tillader vandmolekylerne at fordampe. Desuden forhindrer fyrretrætjæren træet i at udtørre, den tilfører olier og andre stoffer. Trætjærens kemi er beslægtet med træets kemi. Kun en lille del af fyrretjærens effektivitet skyldes eventuelle biocide egenskaber. Aktuelt er en nordisk undersøgelse i gang med at klargøre, hvorvidt fyrretrætjæren i det hele taget er giftig nok til at betragtes som biocid. På det afgørende møde i EUs Biocidkomite d. 16.3.07 var der klart flertal for at trætjære ikke skal betragtes som et biocid. Hermed kan trætjæren fortsat fremover frit handles og bruges. 

## Historie
Historisk har trætjære været brugt til vedligeholdelse af træbygninger (se de norske stavkirker), ved skibsbygning og ved behandling af sejl og takkelage. Produktet var meget efterspurgt allerede fra Vikingetiden og Middelalderen, og det var én af de varer, der dannede basis for handelen tværs over Østersøen og gennem de danske bælter.

## Anvendelse
I dag bliver den rene fyrretrætjære først og fremmest brugt antikvarisk, dvs. til gamle skibe og bygninger, samt til rekonstruktioner. Som komponent i maling og lasurer m.v., er fyrretrætjæren derimod meget relevant også til nyere bygninger etc., hvor god strygbarhed og holdbarhed mv er vigtige egenskaber. Trætjære anvendes også til tjærebrænding af træski. Den rene fyrretrætjære har nogle egenskaber, som begrænser brugen af den: Den tørrer meget langsomt, og kan blive klæbende ved påvirkning af regn og fugtig luft. Den kan være vanskelig at arbejde med, for dels er den tung at stryge ud, hvis den ikke er opvarmet, og dels har den en tendens til at løbe og dryppe selv et stykke tid efter påføring. Opvarmning (i vandbad, endelig ikke over åben ild) til ca. 50 grader forbedrer indtrængningen og påføringen væsentligt. Den rene trætjære er meget udsat for solens, vindens og vejrets påvirkning, den falmer og patinerer, og kræver på udsatte steder hyppig vedligeholdelse. 
Trætjære kan blandes med rå eller kogt linolie. Rå linolie giver god indtrængning og gør tjæren mere strygbar. Kogt linolie giver en art "malingsfilm" og hurtigere tørring. Trætjære skal fortyndes med sprit. Brug ikke terpentin eftersom det ødelægger cellosen i træets celler.
Aktuelt venter man på resultatet af en dansk undersøgelse, som skal fastsætte hvordan fyrretjæren skal MAL-kodes og mærkes. Indtil da må vi finde os i en vis diversitet mht dette.
Man kan argumentere for, at fyrretrætjære og produkter baseret på fyrretjære er et godt valg ud fra et økologisk helhedsperspektiv, da træ behandlet og vedligeholdt med trætjære har en levetid som overgår alle andre kendte behandlinger. Desuden udnytter man træaffald ved fremstillingen, sådan at tjæren må anses for at være CO2-neutral.

## Tjærevand
Tjærevand kan betegne det vandige restprodukt fra produktionen af trætjære, men oftere tænkes der på et produkt, der før i tiden blev brugt som lægemiddel.
Tjærevand til medicinsk brug fremstilledes ved, at man i en passende flaske overhældte én del trætjære med 10 dele kogende, destilleret vand. Herefter lukkedes flasken tæt til og omrystedes, indtil indholdet var kølnet ned. Når de uopløselige dele havde bundfældet sig, hældte man den rene væske fra og filtrerede den gennem papir. Resultatet var en ren, brungul væske, der lugtede og smagte af tjære.
Indholdet i tjærevandet består af de vandopløselige bestanddele i trætjæren (metanol, eddikesyre, fenoler, dele af tjærens terpentinbestanddele m.m), som varierer i mængde og beskaffenhed afhængig af trætjærens præcise type.
Hen mod midten af 1700-tallet kom tjærevand i brug som middel mod lungetuberkulose, kronisk bronkitis, nyresten, skørbug, gigt, langvarige hudsygdomme m.m. Den normale dosis var et eller to snapseglas morgen og aften for børn eller et eller to store drikkeglas for voksne. Det blev endda anbefalet som beskyttelse mod smitsomme sygdomme.
I Danmark brugte bl.a. historikeren Hans Gram tjærevand i sin sidste levetid i et forsøg på at behandle sig selv.[kilde mangler]

## Ekstern henvisning
- Skov- og Naturstyrelsen om trætjære